# Ninja (Streamer)
Richard Tyler Blevins (* 5. Juni 1991 in Detroit, Michigan), eher bekannt unter seinem Online-Pseudonym Ninja (früher NinjasHyper), ist ein US-amerikanischer Webvideoproduzent, Livestreamer und professioneller E-Sportler. Er ist mit rund 18 Millionen Followern der weltweit meistgefolgte Streamer auf Twitch. Blevins hat auf YouTube ca. 24 Millionen und auf Twitter ca. 7 Millionen Abonnenten (Stand März 2023).

## Leben
Blevins wurde als Sohn amerikanischer Eltern walisischer Abstammung in der Großstadt Detroit geboren. Die Familie zog nach Chicago, als er ein Jahr alt war. Er besuchte die Grayslake Central High School und spielte oft Fußball und Videospiele mit seinen Freunden. Nach seinem Schulabschluss beschloss er, professionell Videospiele zu spielen, an E-Sport-Turnieren teilzunehmen und seine Spiele live zu streamen. Vor dem Leben als Streamer und erfolgreicher E-Sportler ging Blevins in das Silver Lake College zur Schule und arbeitete nebenbei in einem Fast-Casual-Restaurant der Kette Noodles & Company.
2018 verdiente er rund 10 Millionen US-Dollar durch das Streamen des Videospiels Fortnite auf Twitch. Blevins ist seit August 2017 mit der Streamerin und Managerin Jessica Blevins verheiratet.

## Karriere

### E-Sportler
Im Jahr 2009 begann er Halo 3 professionell zu spielen. Er spielte für verschiedene Teams wie Cloud 9, Renegades, Team Liquid und Luminosity Gaming.
Durch seinen Erfolg auf Twitch organisierte er auf der Electronic Entertainment Expo 2018 am 12. Juni 2018 erste E-Sport-Event mit dem Spiel Fortnite als Disziplin. Auf dem Event traten mehrere Prominente gegeneinander für einen guten Zweck an (Charity). Gewonnen haben Ninja und sein Teamkamerad, der Musiker Marshmello, der bereits Konzerte in Fortnite gegeben hat. Beim Fortnite World Cup 2019 ist er bei den Qualifikationsspielen ausgeschieden.

### Livestreamer
Aufgrund seiner Gaming- und E-Sport-Erfahrung wurde Blevins 2011 schließlich Streamer. Er begann Gameplays des Spiels H1Z1 zu streamen und wechselte dann zu PUBG. Später fing er an, regelmäßig Fortnite zu streamen und seine Zuschauerzahl begann zu wachsen, was von der wachsenden Popularität des Spiels begünstigt wurde. Im September 2017 hatte er etwa 500.000 Follower, in den folgenden sechs Monaten wuchs diese Zahl um gut 250 Prozent.
Am 1. August 2019 kündigte Ninja an, von Amazons Twitch zu der vergleichsweise weniger populären Livestream-Plattform Mixer von Microsoft wechseln zu wollen und dort exklusiv zu streamen. Zu Hochzeiten hatte er ca. 250.000 zahlende Abonnenten auf Twitch. Nach nur einer Woche erreichte er über eine Million Abonnenten auf der Plattform und überstieg damit die Anzahl auf Twitch um das Vierfache. Allerdings ist auch ein kostenloser Probemonat möglich, was aussagt, dass nur wenige Abonnenten auch bezahlt haben. Im Juni 2020 wurde Mixer von Microsoft wieder geschlossen, wodurch Ninja zu Twitch zurückkehrte.
Aufgrund seiner erfolgreichen Fortnite-Livestreams erhielt er im Januar 2020 seinen eigenen Skin mit vier Variationen in dem Spiel. Im August 2021 wurde ein auf ihm basierender Champion im Spiel RAID: Shadow Legends veröffentlicht.

### Buchautor
Ende Juli 2019 gab er ebenfalls bekannt drei Bücher zu veröffentlichen.
Mit dem Buch Ninja: Get Good will er Spielern Tipps für das Streamen, das richtige Equipment, das Aufbauen eines Clans und den E-Sport geben. Das Buch Ninja: The Most Dangerous Game ist hingegen eine Graphic Novel, die erzählt, wie Ninja selber in einem Battle-Royale-Spiel landet. Das letzte Buch ist eine Mischung aus Notizbuch und Artbook.

### Werbefigur
Electronic Arts bezahlte ihm für Werbezwecke pro Apex-Legends-Livestream bis zu eine Million US-Dollar. Auch der Energydrinkproduzent Red Bull macht Werbung mit Ninja auf den Dosen. Einen weiteren Werbevertrag schloss er mit dem Sportartikelhersteller Adidas, der einen ihm gewidmeten Sneaker auf den Markt brachte.

### The Masked Singer
Im September 2019 nahm Ninja an der zweiten Staffel der US-amerikanischen Version von The Masked Singer als Ice Cream teil und schied als zweiter der 16 Teilnehmer in der ersten Folge aus.

## Kontroversen
Im Oktober 2018 meldete Blevins einen Spieler in Fortnite, weil dieser einen höheren Ping als er hatte. Dies löste wenig später einen Shitstorm im Internet aus.
Im November 2018 meldete Blevins einen Spieler wegen Stream Sniping. Auch dies löste später einen Shitstorm im Netz aus.
Blevins sagte 2018 aus, dass er nicht mit weiblichen Personen spielen wolle, um seine Ehe vor möglichen aufkommenden Gerüchten zu schützen. Einige Menschen kritisierten dabei, dass sein Ausschluss von weiblichen Personen sexistisch sei.

## Rezeption
Das Sportmagazin ESPN bezeichnete ihn als Biggest Gamer in the World auf der Coverseite. Damit war er ebenfalls der erste E-Sportler, der in dem Sportmagazin Erwähnung fand. Er schaffte es ebenfalls in die Liste der 100 einflussreichsten Menschen der Welt 2019 des Time-Magazine.

## Auszeichnungen und Nominierungen
| Jahr | Preis                | Kategorie                       | Resultat | Beleg  |
| ---- | -------------------- | ------------------------------- | -------- | ------ |
| 2018 | 8th Streamy Award    | Creator of the Year             | Gewonnen | [ 34 ] |
| 2018 | Esports Awards       | Esports Personality of the Year | Gewonnen | [ 35 ] |
| 2018 | The Game Awards 2018 | Content Creator of the Year     | Gewonnen | [ 36 ] |
| 2019 | 11th Shorty Awards   | Twitch Streamer of the Year     | Gewonnen | [ 37 ] |

## Spendenaktionen
Das Preisgeld bei dem E-Sport-Turnier auf der E3 2018, das er zusammen mit Marshmello zum Spenden gewonnen hat, lag bei einer Million US-Dollar. Zuvor spendete er durch seine Streams 110 Tausend US-Dollar an die American Foundation for Suicide Prevention, 2500 US-Dollar für die Alzheimer’s Association (von insgesamt 50 Tausend US-Dollar Spendengeld) und organisierte 340 Tausend US-Dollar durch die Aktion #Clips4Kids.